# 苏格兰王国议会
蘇格蘭王國國會（Parliament of Scotland），是蘇格蘭王國的立法機構。國會為一院制，由三級代表組成，各級分別為神職人員（第一級）、貴族（第二級）和市鎮代表（第三級）。國會職權涉及稅收、司法、外交、戰爭以及其他立法事宜。除國會外，立法事宜亦可由蘇格蘭總議會和蘇格蘭三級會議等不具全部立法權力的機構負責。有如中世紀間各國立法機構，蘇格蘭王國國會演變自內庭樞密院，成員包括主教和伯爵。1235年亞歷山大二世在位時首將樞密院稱之爲國會，當時已具備政治及司法功能。列席的騎士及地主日益影響國會，1326年起更增設皇家自治市鎮代表。
蘇格蘭王國國會延續逾四世紀，直至1707年5月1日因《1707年聯合法令》而宣告休會待續無期。新成立的大不列顛國會（即當今英国议会之前身）由英格蘭及蘇格蘭國會合併而成，同時管轄兩地。
合併前的蘇格蘭王國國會長期被學者視作憲法上有缺陷，只是橡皮圖章，但二十一世紀起的研究發現國會實際上有積極參與政治事務，亦會反對蘇格蘭君主所提出的決定。

## 國會議員
蘇格蘭王國深受法國影響，也建立類似法國旧制度的三等階級社會制度。與法國三级会议相似，蘇格蘭王國國會議員被統稱為「三級代表」，當中包括：
- 教長，即主教及修道院長，為第一階級
- 貴族，即公爵、侯爵、伯爵、子爵、議會勳爵（英语：parliamentary peers）（1437年后）五等貴族及擁地（英语：tenant-in-chief）的平信徒，為第二階級
- 代表各皇家自治市鎮（英语：royal burgh）的市鎮代表（英语：Burgh Commissioner），為第三階級[5]

第一階級議員包括阿伯丁、阿蓋爾、布雷金、凱斯內斯、鄧布蘭、鄧凱爾德、加洛韋、格拉斯哥、群島（索多）、馬里、奧克尼、羅斯及聖安德魯斯等十三位中世紀時期的主教，以及阿布羅斯、坎布斯肯尼特、庫珀安格斯、鄧弗姆林、荷里路德、愛奧那、凱爾索、基爾溫寧、金洛斯、林多爾斯、佩斯利、梅爾羅斯、斯昆、聖安德魯斯及斯威特哈特等獲准配戴主教冠的修道院院長。從1559年起大部分修道院因宗教改革開始逐步消失：凱爾索和林多爾斯修道院很快就被解散，但部分如斯威特哈特修道院則一直存續至十七世紀初。天主教教長在1567年被逐出國會。新教教長則繼續出任議員直至其議席在光榮革命後被廢除。至此第一階級完全被摒除在國會以外。
爲了維持三級代表的制度，自十六世紀起第二階級除了原先的貴族外也會選出郡代表（一般由低等貴族擔任）。部分歷史學家將其視作一獨立的「第四階級」，更將君主代表如國會高級專員等職位視為「第五階級」。
蘇格蘭王國國會中的郡代表及市鎮代表如同英格蘭國會的議員一樣，均由平民或低等貴族擔任。由於國會為一院制，並未如英格蘭般依照貴族地位設立上下議院，所有議員均於同一場合議事。

## 起源
蘇格蘭王國國會源自中世紀時期的内廷樞密院，1235年亞歷山大二世在位時首先將之稱作國會，當時其作爲一「討論會」已具有政治和司法功能。1296年起開始有市鎮代表參與政事， 而在14世紀初由於列席的騎士和地主影響力日益增加，迫使罗伯特一世更須定期召集市鎮代表以聽取意見。蘇格蘭王國國會作爲同時有三級代表的立法機關，職權廣泛，君主除了要得到國會同意才能徵稅外（雖然蘇格蘭在中世紀只偶然要求徵稅），其他立法事宜如司法、外交政策和戰爭也需國會同意才能實行。除國會外，十五世紀前立法事宜亦可由總議會，及後由三級會議等機關負責，但這些機關並無全體國會所有之權威。
類似同時期的英格蘭議會，蘇格蘭王國國會在其五百多年歷史中亦曾數次更改開會地點。除了愛丁堡外，國會也曾在珀斯、史特靈、圣安德鲁斯、邓迪、林利斯哥、鄧弗姆林、格拉斯哥、阿伯丁、印威內斯和特韋德河畔巴域等地舉行會議。

## 法案委員會
由1450年至1690年間，大部分立法事宜均由國會下轄之「法案委員會」（Lords of the Articles）處理。委員會本身由三級代表選出，以草擬法案並交由全體議會確認。由於委員會長年由親王派成員把持，過去歷史學家一般將其視作橡皮圖章。不過，最近有部分歷史學家對此傳統觀點提出質疑，認爲法案委員會成員之多，意味著操縱委員會並不比操縱全體議會為容易。他們認為法案委員會只是擔當類似現代國會中專責委員會的角色，由熟悉法律的議員組成，以處理繁瑣的草擬過程。法案委員會因光榮革命於1690年被廢除。

## 議長
由於國會為一院制並由貴族把持，蘇格蘭國會從未形成類似現代英國下議院議長的職位，日常運作與英國上議院更爲相似。1428年議會曾試圖通過法案以設立議長一職但最終失敗，由大法官主持會議（類似於2006年前英國大法官亦負責主持上議院會議）。在1603年王位合併後會議改由大法官和國會高級專員主持。王政復辟後大法官成爲議會當然（ex officio）主席，職權與當今苏格兰议会主席相似，負責對規程問題做出決議和主持會議。

## 與王權的關係
從十二世紀時受國王控制的樞密院演變成十七世紀中相對獨立的立法機關，蘇格蘭國會對王權的影響雖非如現代國會般涇渭分明，但亦非一成不變。早至大衛二世在位時期，國會便曾阻止他將英格蘭國王愛德華三世之子安特衛普的萊昂內爾列作人。及後統治蘇格蘭的歷代斯圖亞特國王也不時受到國會干預，一直到十七世紀初詹姆斯六世及查理一世在位時期。由於这兩人所推崇的君權神授觀念，國會反而遭到王權壓制，政治影響力大爲減少。儘管如此，國會仍能在1689年王政復辟後將教長摒出國會及廢除法案委員會，從而遏止君主直接干預國會議政。此舉迫使君主改以賄賂等政治手段來影響國會，促使兩國合併的《1707年聯合法令》即因英格蘭大舉賄賂蘇格蘭議員才得以通過。從1690年起直至1707年聯合法令生效之時蘇格蘭王國國會行使權力最為自由。國會内除了開始出現政黨政治外，國會辯論及法令亦不再受制於君主意願。蘇格蘭王國國會對《1701年嗣位法令》的爭議，乃至後來通過《1704年安全法令》以回應《1701年嗣位法令》等決議，均與當時身兼蘇格蘭女王的安妮試圖維繫共主邦聯之意願相左。

## 歷史

### 1400年前
雖然蘇格蘭王國國會在1235年成立，直至1286年前史料對其描述不多，只知道其已經具有政治和司法職能。當亞歷山大三世在1286年去世後繼位的挪威女孩瑪格麗特並未成年，國會對護國主會議的支持為護國主會議出任攝政提供正當性。當约翰·巴里奥在六年後登基時，國會已發展成熟，並被巴里奧用以抗衡英格蘭國王愛德華一世對蘇格蘭的干預。雖然國會在巴里奧被廢後一度失去其影響力，但因羅伯特一世登基後再度召開國會而不致被廢。羅伯特在位期間大部分重要法案均於國會發表。

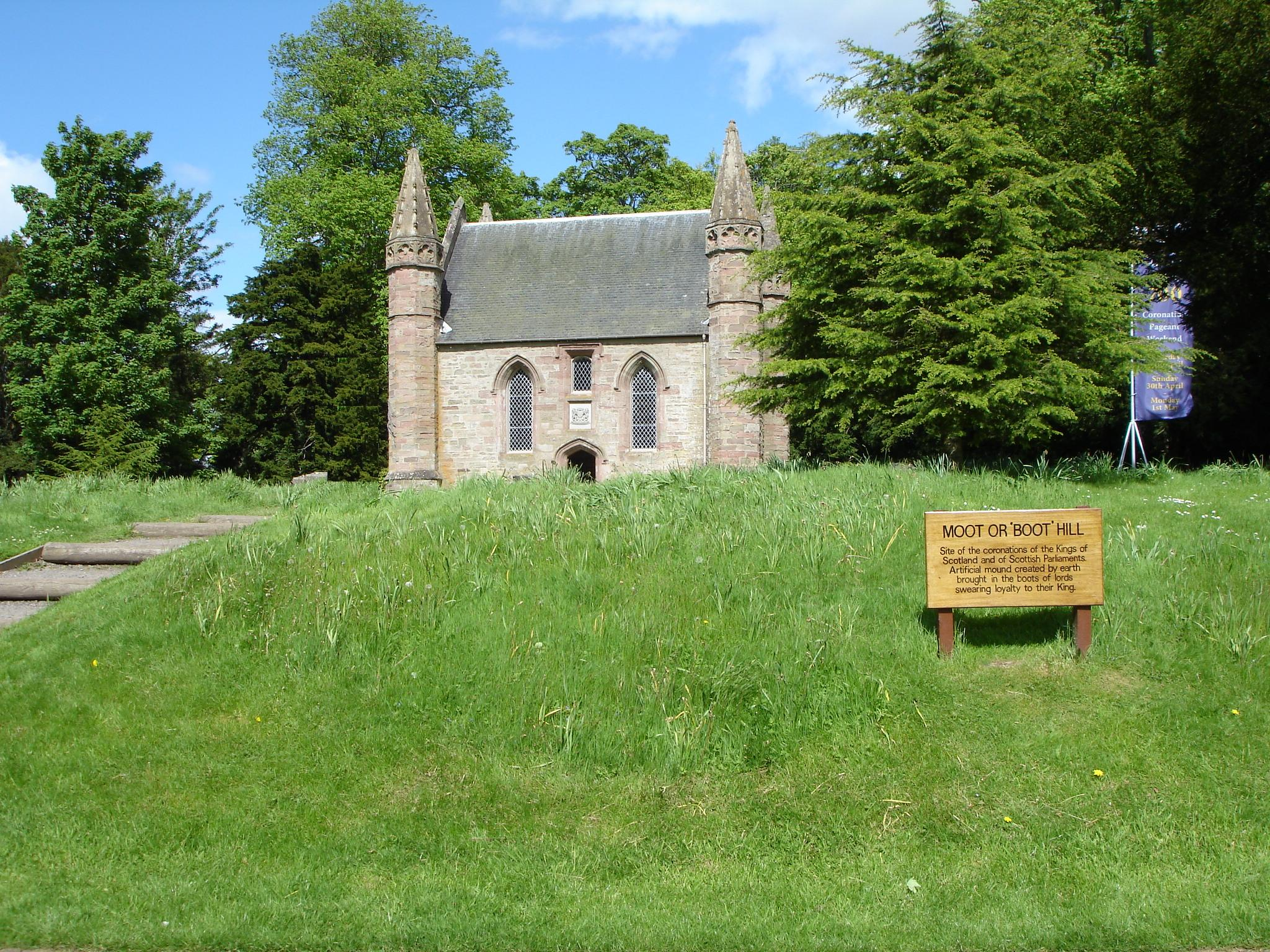
斯昆修道院在十三及十四世紀中經常為國會主要會面地點。

到大衛二世在位時，國會代表已能反對君主所提決策，如國會便曾阻止大衛將英格蘭國王愛德華三世之子安特衛普的萊昂內爾列作繼承人。儘管罗伯特二世和罗伯特三世在位期間一度減少召開國會次數，但國會並未因而被撤，權勢甚至在詹姆斯一世於1424年獲釋回歸蘇格蘭後達至高峰。

### 十五世紀

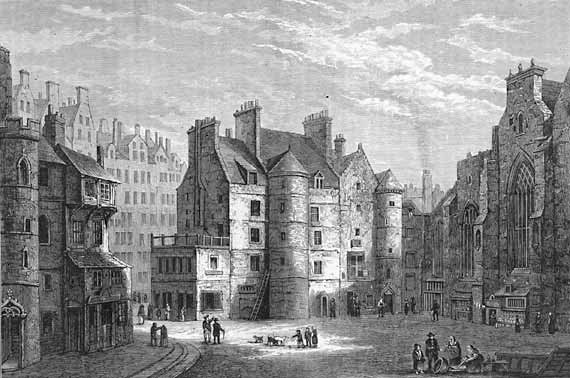
愛丁堡老市政廳，1438年至1560年間為國會主要會址。

到中世紀末期時，騎士及地主階級地位逐漸上升，並透過選舉市鎮代表的方式參與議會運作。國會權力也同時大爲擴張，君主除了在國會同意後才能徵稅外，其他事宜如司法、外交政策和戰爭等，勿論是否與政治、宗教、社會或經濟有關，均需國會同意才能實施。國會大部分立法事宜均是交由下轄之法案委員會（Lords of the Articles）處理。其由三級代表選出，以草擬法案並交由全體議會確認。
在這段時期蘇格蘭王國國會的召開次數平均一年一次，遠比英格蘭國會的次數爲多。國會除了曾多次反對詹姆斯一世開徵新稅以向英格蘭支付贖金外，也曾公開反對詹姆斯三世。1431年國會同意詹姆斯一世開徵新稅以鎮壓西部高地的叛亂——前提為所徵稅收均須交由反詹姆斯的貴族保管。國會在1436年更一度因稅收問題試圖「以三級階級之名」拘捕詹姆斯一世。而國會在1479年到1482年之間也不受詹姆斯三世控制，當他在1482年攻打其弟奧爾巴尼公爵時，國會不僅拒絕剝奪奧爾巴尼的財產，更試圖阻止詹姆斯領軍對抗英格蘭軍隊，並於同年7月將他囚於愛丁堡城堡。詹姆斯四世在1509年後亦因國會權力過大而試圖回避所有國會會議。

### 十六世紀

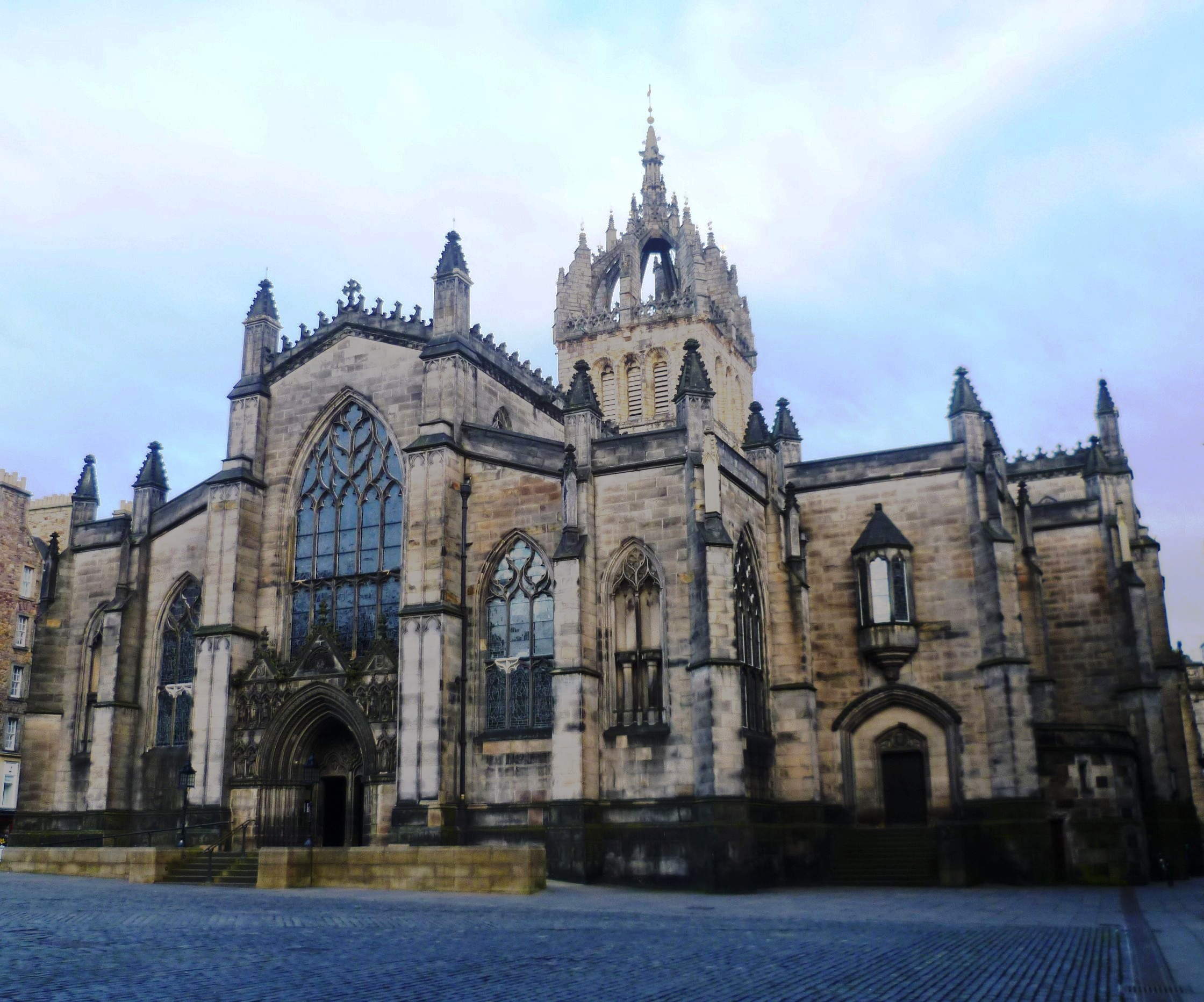
1563年至1639年間作為國會其中一個主要會址的聖吉爾斯大教堂。

如同時代的其他議會，蘇格蘭王國國會在十六世紀的召開次數與十五世紀相比減少許多，若非1513年起的數次攝政，國會的權力可能會全數轉移至君主。這段時期君主亦改以三級會議通過法案來取代國會。與國會相比，召集三級會議所需之時間更短，因此應對危機時更為迅速。不過三級會議每次只能處理單一議程，相比國會更抗拒賦予君主徵稅的權力。
蘇格蘭王國國會在十六世紀中的宗教改革當中也擔當著十分重要的角色。國會在1542年前一直被詹姆斯五世用作維繫天主教正統，以避免推行類似英格蘭亨利八世的宗教改革。不過詹姆斯死後要求宗教改革的聲音日益高漲，結果1560年召開的國會決議撇除君主對宗教事務的影響，並由國會自行定奪全國宗教政策。當年召開的國會中，列席者除了有十四名伯爵、六名主教、十九名其他貴族、二十一名修道院院長及二十二名市鎮代表外，也包括超過一百名地主。這些地主大部分信奉新教，並以一條1428年有關郡選舉的法案作爲列席國會的依據。由於該法案年代久遠且未曾獲得通過，這些地主在國會裏的身份要等到法案在1587年重新被通過後，才作爲郡代表獲得追認。
每年每郡均可選出兩名郡代表列席國會（金羅斯郡和克拉克曼南郡則各選出一名）。選民需擁有多於按舊地價（auld extent）計算40先令（即約104蘇格蘭畝）的永久業權土地（freehold）。此舉將大部分向政府承租土地的地主（feuar）撇除在選民以外，他們要等到1661年後才有選舉權。儘管郡代表從1592年開始列席於國會，但在1638年允許郡代表一人一票前，全體郡代表一共只有一票表決權。十六世紀後期皇家自治市鎮的數目開始增長，國會内市鎮代表的人數也相應增長，到1640年他們已經成爲國會内人數最多的一個階級。
在宗教改革當中，原先的第一階級（即教長）遭邊緣化，部分原由修道院院長出任的席次在平信徒購入修道院後，由平信徒以院長身份出任，實際與貴族無異。由於這些平信徒無論是否信奉新教仍可繼續出任議員，引起長老派的不滿，結果天主教教長在1567年被逐出國會。1560年代詹姆斯六世攝政時，部分樞密院成員曾一度出任議員以代表王權，直至他們在1641年被逐。在詹姆斯親政后，他也繼續透過委任親王派出任法案委員會成員來控制國會，但在1617年被迫將委任成員人數降至八名。
第一本列出國會通過的所有法令為1542年在愛丁堡出版的《新法令及憲法》（The New Actis and Constitutionis），由詹姆斯五世委托官方印刷商托馬斯·戴維森印刷。

### 十七世紀

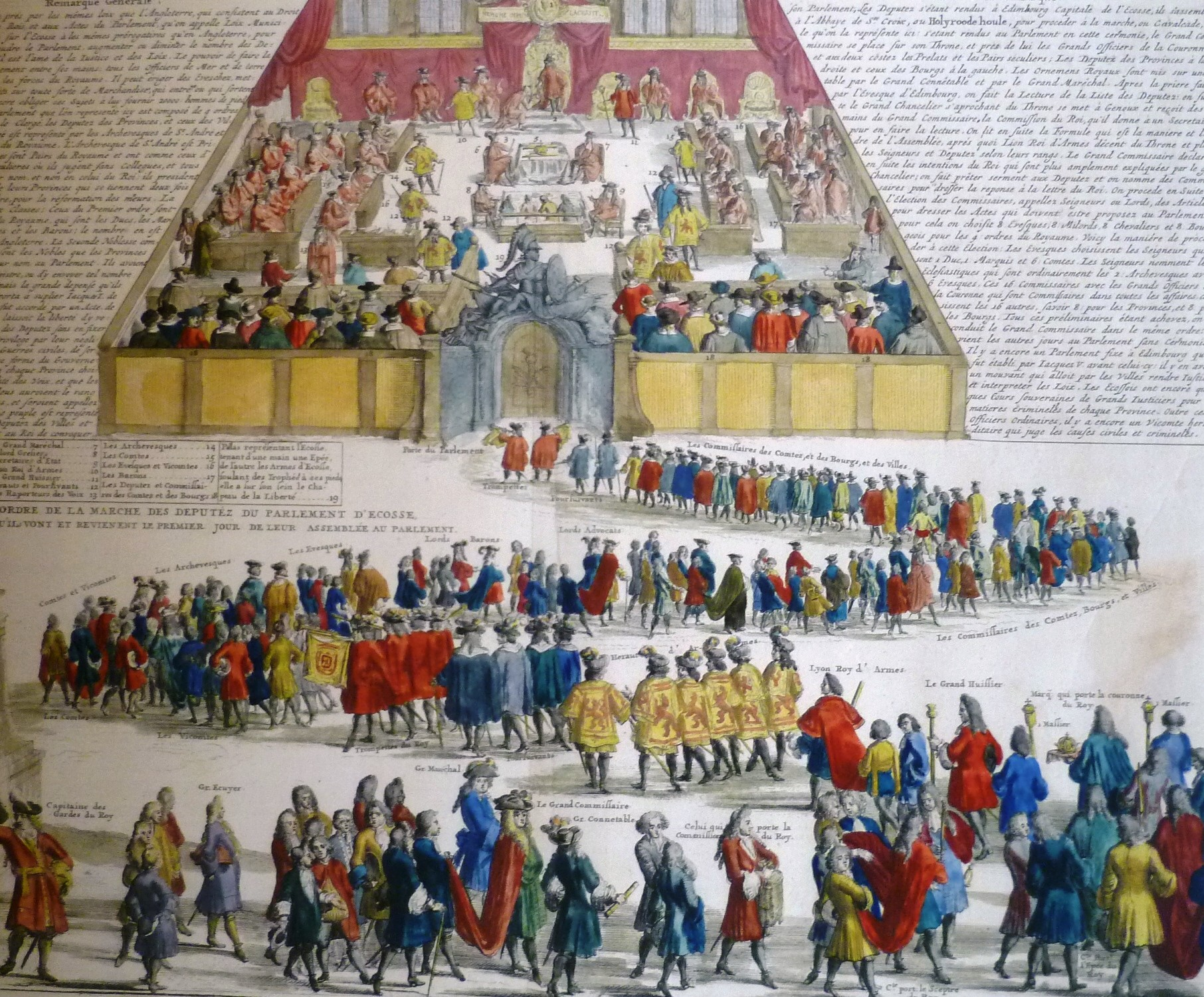
1680年代舉行的國會開幕大典（The Riding of Parliament），國會議員沿著皇家一英里前往議會大廈。十八世紀作品。

1639年國會遷至新建成的議會廳繼續議事直至1707年國會解散。1640年誓約派在三國之戰中的主教戰爭（1639年－1640年）中獲勝並掌權，導致主教同時被逐出教會和國會外。政府再次由國會掌控，並通過部分源自英格蘭國會的改革。蘇格蘭原本試圖在1642年至1645年的第一次英格蘭內戰中保持中立，但由於誓约派擔憂保王黨一旦獲勝將會影響英格蘭與蘇格蘭的自由貿易，故誓约派在1643年與英格蘭圓顱黨簽訂《嚴肅同盟誓約》，同意為英格蘭議會提供軍事支持，並成立兩王國委員會以處理雙方軍事合作。委員會在英格蘭保王黨和奥利弗·克伦威尔反對下在1645年解散。1647年蘇格蘭同意協助查理一世對抗英格蘭議會，但在第二次英格蘭内戰（1647年－1648年）中被打敗。查理一世也在1649年被克倫威爾和殘缺議會處決。
在查理被處決後，蘇格蘭王國國會決定擁戴查理二世為蘇格蘭國王，並承諾查理二世會復獲英格蘭的王位，但卻在1649年至1651年的第三次英格蘭内戰中敗北。結果蘇格蘭被併入克倫威爾領導的英格兰共和国（參見《聯合宣告》和《克倫威爾大赦令》），兩國國會亦從1653年至1659年合并為一。

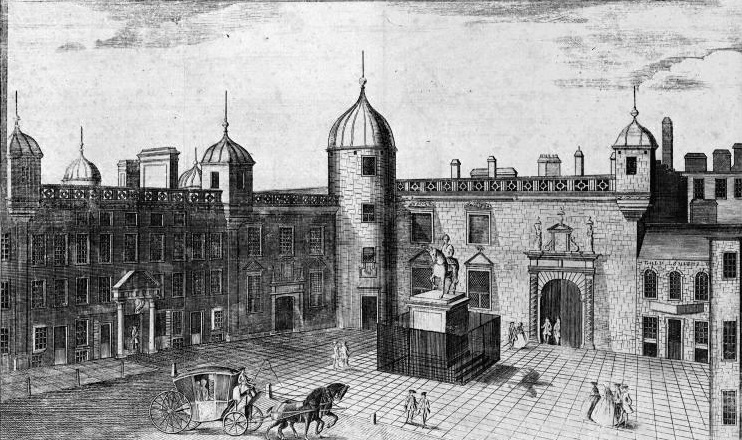
十八世紀時的議會大廈：右側為議會廳；左側為處於大廈東翼的財政部。

1660年查理二世復辟，翌年國會在愛丁堡重設，並隨即通過《1661年廢除法令》以廢除1633年休會後國會通過的所有法令。比起往年國會，1661年的國會更爲保王。1685年詹姆斯二世繼位，初期國會也繼續支持其施政，但在國會否決他所提出的政策後，詹姆斯下令國會休會並改以訓令統治。詹姆斯在1689年的光荣革命遭廢黜，兩國王位由他女兒瑪麗和女婿奥兰治亲王威廉三世繼承。光榮革命也同時確立「議會至上」的原則，並對王權設下限制。蘇格蘭王國國會在邀請瑪麗和威廉接任蘇格蘭王位的《1689年權利主張法令》中更要求廢除法案委員會。雖然《1707年聯合法令》將兩國國會合併成大不列顛國會，但新成立的國會主要繼承原英格蘭國會的道統——第一届的558個下議院議員中只有45名是原蘇格蘭王國國會議員，206名上議院議員中只有16名是原蘇格蘭王國國會議員。

## 資料來源

### 腳註
1. 1 2  Brown and Tanner, History of the Scottish Parliament, i, Introduction
2. ↑  Mann, Alastair, "A Brief History of an Ancient Institution: The Scottish Parliament", Scottish Parliamentary Review, Vol. I, No. 1 (June, 2013) [Edinburgh: Blacket Avenue Press]
3. ↑  R. Rait, Parliaments of Scotland (1928)
4. ↑  Brown and Tanner, passim; R. Tanner, The Late Medieval Scottish Parliament, passim; K. Brown and A. Mann, History of the Scottish Parliament, ii, passim
5. ↑  Rait, Parliaments of Scotland, passim （页面存档备份，存于）;
6. ↑  Cowan, Ian B.; Easson, David E.,  2nd, London and New York: Longman, 1976, ISBN 0-582-12069-1 pp. 67–97
7. 1 2 3  Goodare, The Government of Scotland, 1560–1625, p. 46.
8. ↑  Kidd, Colin Subverting Scotland's Past: Scottish Whig Historians and the Creation of an Anglo-British Identity 1689–1830 Cambridge University Press (2003) p. 133
9. ↑  The "fourth estate" argument is primarily favoured by Julian Goodare, and disputed by Keith Brown. A summary of the most recent research can be found in Brown and Mann, History of the Scottish Parliament, ii.
10. 1 2  Bryant, Chris Parliament: The Biography Volume 1, chapter 10 Ane Auld Sang
11. ↑  Tanner, Parliament, passim
12. ↑  Brown and Tanner, passim; Brown and Mann, passim
13. ↑  Typified by Rait, op. cit
14. ↑  R. Tanner, "The Lords of the Articles before 1542", in Scottish Historical Review (2000)
15. ↑  Ferguson, William Scotland's relations with England: a survey to 1707 Saltire Society; New edition (1994) p173
16. 1 2  Brown, Mann and Tanner, History of the Scottish Parliament, i, ii, passim.
17. ↑  Brown and Tanner, History of Parliament, i, passim
18. ↑  .   [2017-03-06]. （原始内容存档于2022-02-13）.
19. ↑  K. M. Brown and R. J. Tanner, The History of the Scottish Parliament volume 1: Parliament and Politics, 1235–1560 (Edinburgh: Edinburgh University Press, 2004), ISBN 0-7486-1485-0, pp. 1–28.
20. ↑  Alan R. MacDonald, The Burghs and Parliament in Scotland, c. 1550–1651 (Aldershot: Ashgate, 2007), ISBN 0-7546-5328-5, p. 14.
21. ↑  K. M. Brown, Parliament and Politics in Scotland, 1235–1560 (Edinburgh: Edinburgh University Press, 2004), ISBN 0-7486-1485-0, p. 50.
22. 1 2  R. J. Tanner, 'The Lords of the Articles before 1540', Scottish Historical Review, 79, (2000), pp. 189–212.
23. ↑  Tanner, Late Medieval Scottish Parliament, passim
24. ↑   (PDF). The Scottish Parliament History Workshop at Stirling University.   [2017-03-09]. （原始内容 (PDF)存档于2017-03-12）.
25. ↑  J. Wormald, Court, Kirk, and Community: Scotland, 1470–1625 (Edinburgh: Edinburgh University Press, 1991), ISBN 0-7486-0276-3, p. 21.
26. 1 2  Wormald, Court, Kirk, and Community: Scotland, 1470–1625, p. 157.
27. ↑  Mitchison, Lordship to Patronage, Scotland 1603–1745, p. 15.
28. ↑  Wormald, Court, Kirk, and Community: Scotland, 1470–1625, p. 22.
29. ↑  Rait, Parliaments of Scotland
30. ↑  F. N. McCoy, Robert Baillie and the Second Scots Reformation (Berkeley CA: University of California Press, 1974), ISBN 0-520-02447-8, pp. 1–2.
31. ↑  Wormald, Court, Kirk, and Community: Scotland, 1470–1625, p. 158.
32. ↑  Goodare, The Government of Scotland, 1560–1625, p. 46.
33. ↑  R. A. Mason, Scots and Britons: Scottish Political Thought and the Union of 1603 (Cambridge: Cambridge University Press, 2006), ISBN 0-521-02620-2, p. 82.
34. ↑  A. I. Macinnes, Union and Empire: The Making of the United Kingdom in 1707, Cambridge Studies in Early Modern British History (Cambridge: Cambridge University Press, 2007), ISBN 0-521-85079-7, p. 68.
35. ↑  .   [2022-03-14]. （原始内容存档于2022-07-05）.
36. ↑  Mason, Roger. . Scottish History Society. 2013: 9–10  [2022-03-14]. （原始内容存档于2019-06-29）.
37. ↑  Mitchison, Rosalind, Fry, Peter Fry, Fiona.  2015. Routledge. 2002: 223–224. ISBN 978-1138174146.
38. ↑  Woolrych, Austin. . OUP. 2002: 223. ISBN 9780198200819.
39. ↑  Mason, p.8
40. ↑  McCrie, Charles Greig. . Edinburgh: T. & T. Clark. 1893: 48–52  [2018-08-17].
41. ↑  Mackie, Lenman and Parker, A History of Scotland, pp. 231–4.
42. ↑  Harris, Tim; Taylor, Stephen (编). . Boydell & Brewer. 2015: 144–159. ISBN 1783270446.
43. ↑  Quinn, Stephen. . Economic History Association EH.net.   [2017-11-05]. （原始内容存档于2019-05-31）.
44. ↑  Mitchison, A History of Scotland, p. 253.
45. ↑  Mitchison, A History of Scotland, p. 314.

### 來源
- K. M. Brown and R. J. Tanner, The History of the Scottish Parliament volume 1: Parliament and Politics, 1235–1560 (Edinburgh, 2004)
- A. A. M. Duncan, 'Early Parliaments in Scotland', Scottish Historical Review, 45 (1966)
- J. M. Goodare, 'Parliament and Society in Scotland, 1560–1603' (Unpublished Edinburgh University Ph.D. Thesis, 1989)
- C. Jackson, 'Restoration to Revolution: 1660–1690" in Glenn Burgess (ed.), The New British History. Founding a Modern State, 1603–1715, (London, 1999), pp. 92–114.
- Alan R. MacDonald, 'Ecclesiastical Representation in Parliament in Post-Reformation Scotland: The Two Kingdoms Theory in Practice', Journal of Ecclesiastical History, Vol. 50, No. 1 (1999)
- N. A. T. Macdougall, James IV (Edinburgh, 1989), chapter 7
- "An Introduction to the pre-1707 Parliament of Scotland" (Based on a paper to Staff Development Conference for History Teachers, National Museum of Scotland, 25 May 2000 by Dr. Alastair Mann, Scottish Parliament Project, University of St. Andrews).
- R. Nicholson, Scotland, the Later Middle Ages (Edinburgh, 1974), chapter 15
- I. E. O'Brien, 'The Scottish Parliament in the 15th and 16th Centuries' (Unpublished Glasgow University Ph.D. Thesis, 1980)
- R. Rait, The Parliaments of Scotland (Glasgow, 1924)
- R. J. Tanner, The Late Medieval Scottish Parliament: Politics and the Three Estates, 1424–1488 (East Linton, 2001).
- R. J. Tanner, 'The Lords of the Articles before 1540: a reassesment', Scottish Historical Review, LXXIX (October 2000), pp. 189–212.
- R. J. Tanner, 'Outside the Acts: Perceptions of the Scottish Parliament in Literary Sources before 1500', Scottish Archive (October, 2000).
- R. J. Tanner, 'I Arest You, Sir, in the Name of the Three Astattes in Perlement': the Scottish Parliament and Resistance to the Crown in the 15th century', in Social Attitudes and Political Structures in the Fifteenth Century, ed. T. Thornton (Sutton, 2000).
- C. S. Terry, The Scottish Parliament: its constitution and procedure, 1603–1707 (Glasgow, 1905)
- J. R. Young, The Scottish Parliament 1639–1661 (Edinburgh, 1997)

## 外部連結
- 聖安德魯斯大學建立的國會法令及會議記錄檔案庫 （页面存档备份，存于），涵蓋1235年至1707年間國會、總議會及其他相關記錄
- 蘇格蘭國家檔案館保存的議會記錄 （页面存档备份，存于）
- Scotland's powerful parliament, abstract of The Late Medieval Scottish Parliament: Politics and the Three Estates, Dr Roland Tanner, Tuckwell Press, ISBN 1-86232-174-4

| 蘇格蘭議會        | 蘇格蘭議會                     | 蘇格蘭議會                          |
| ----------------- | ------------------------------ | ----------------------------------- |
| 前任者： 御前會議 | 蘇格蘭王國國會 约1235年—1707年 | 繼任者： 大不列顛國會 1707年—1800年 |

55°56′57″N 3°11′26″W / 55.94917°N 3.19056°W